# كلية طب ألباني
كلية طب ألباني (بالإنجليزية: Albany Medical College)‏ هي إحدى الكليات لتدريس الطب في الولايات المتحدة الأمريكية. تقع في مدينة ألباني في ولاية نيويورك الأمريكية. نوع الشهادة الطبية التي يتم تحصيلها هناك هي دكتور في الطب.

## خريجون بارزون
- أنطوان حكيم
- سهيل نجار